# Krupp (Waszyngton)
Krupp – miasto w Stanach Zjednoczonych, w stanie Waszyngton, w hrabstwie Grant.